# Tectaria tabonensis
Tectaria tabonensis är en ormbunkeart som beskrevs av M. Price. Tectaria tabonensis ingår i släktet Tectaria och familjen Tectariaceae. Inga underarter finns listade.